# The Odyssey (musikalbum)
The Odyssey är det sjätte studioalbumet av det amerikanska progressive metal-bandet Symphony X, utgivet november 2002 av skivbolaget InsideOut Music. Titelspåret är albumets grand finale: en 24-minuters musikalisk tolkning av Homeros Odysséen, en episk dikt om den antika grekiska hjälten Odysseus resa.

## Låtlista
1. "Inferno (Unleash the Fire)" – 5:33
2. "Wicked" – 5:33
3. "Incantations of the Apprentice" – 4:22
4. "Accolade II" – 7:54
5. "King of Terrors" – 6:20
6. "The Turning" – 4:45
7. "Awakenings" – 8:22
8. "The Odyssey" – 24:10

- - Part I - "Odysseus' Theme" / "Overture"

a) "Gulf of Doom"
b) "Drifting Home"
- - Part VII - "The Fate of the Suitors" / "Champion of Ithaca"

Text: Russell Allen (spår 1–8), Michael Romeo (spår 1, 5–8), Jason Rullo (spår 5), Michael Lepond (spår 8)

Musik: Michael Romeo (spår 1–8), Michael Pinnella (spår 4, 5, 7), Michael LePond (spår 4, 6)
Bonusspår på Limited Edition-utgåvan
1. "Masquerade" – 6:00

## Medverkande
Symphony X-medlemmar
- Russell Allen – sång
- Michael Romeo – gitarr, keyboard
- Michael Pinnella – piano, keyboard
- Mike LePond – basgitarr
- Jason Rullo – trummor

Produktion
- Michael Romeo – producent, ljudtekniker, ljudmix
- Steve Evetts – ljudmix
- Peter van 't Riet – mastering
- Thomas Ewerhard – omslagsdesign
- Tom Thiel – omslagskonst
- Eddie Malluk – foto